# 西伦敦德比
西伦敦德比（英語：West London derby）是指同位于西倫敦地区的切尔西，富勒姆，女王公园巡游者与布伦特福德这四支足球俱乐部之间的任意两队的对抗。
这四支球队因为通常处于不同的分区，导致该德比和其他的德比相比并不突出。切尔西在1986年至2001年间与富勒姆未有过交手，与布伦特福德也只交手过7次。女王公园巡游者在1966年至2001年间未有与布伦特福德交手，在1996年到2008年间也没有和切尔西交手。该德比中最频繁的比赛是切尔西对阵富勒姆，共计82次。相比之下，北伦敦德比已经进行了207次比赛，默西赛德郡德比则进行了230多次比赛。切尔西，富勒姆与女王公园巡游者三家俱乐部第一次同时出现在英超赛场是在2011-2012赛季，第二次则是在2022-2023赛季，只不过女王公园巡游者换成了布伦特福德。
根据2012年的一次调查，富勒姆球迷将切尔西视为主要的竞争对手，女王公园巡游者次之，布伦特福德位居第三；女王公园巡游者的球迷认为切尔西是他们的主要竞争对手，富勒姆次之，卡迪夫城第三，布伦特福德则与斯托克城并列第四；布伦特福德球迷选择了富勒姆作为他们的主要对手，女王公园巡游者次之，切尔西第三。切尔西的球迷没有选择任何西伦敦的球队作为主要的竞争对手，而选择了阿森纳，托特纳姆热刺与曼彻斯特联。

## 各队的德比

### 布伦特福德对切尔西
布伦特福德与切尔西很少有竞争关系，因为这两支球队常常处于不同级别的联赛。两支球队唯一一次同处于相同的级别是在1935年至1947年的旧英甲联赛中。尽管这两支球队都位于同一地区，但这两支球队的竞争都没有被此队球迷看成是主要的竞争。